# علي الشامي
علي الشامي، من مواليد العام 1945 في بلدة جرجوع (جنوب لبنان)، أكاديمي وعضو في حركة أمل في لبنان. تولى حقيبة وزارة الخارجية في الحكومة اللبنانية ما بين عامي 2009 - 2001.

## الدراسة والعمل
تخرّج من الجامعة اللبنانية في العام 1971 حاملا ليسانس في العلوم السياسية. ثم تابع دراسته في جامعة غرينوبل في فرنسا حيث نال الدكتوراه في العام 1978 منها. عمل في حقل التعليم الجامعي والبحث الأكاديمي في الجامعة اللبنانية و مجلس الخدمة الوطنية.

## في الحكومة
تولى منصب وزارة الخارجية اللبنانية في حكومة الرئيس سعد الحريري في نوفمبر من العام 2009 وحتى يونيو من العام 2011.